# Samojská dohoda
Samojská dohoda je právní rámec upravující vztah mezi Evropskou unií a členy Organizace afrických, karibských a tichomořských států (OAKTS). Členy OAKTS je 47 afrických, 15 karibských a 15 tichomořských zemí. V zemích Samojské dohody žije přibližně 2 miliardy obyvatel.
Cílem dohody je posílit spolupráci Evropské unie a jejich členských zemí se zeměmi AKT. Dohoda se vztahuje zejména na šest oblastí: lidská práva a demokracie, mír a bezpečnost, rozvoj, migrace a mobilita, změna klimatu a hospodářský růst. Dohoda má společný základ pro všechny země, který je doplněný o tři protokoly, zvlášť pro státy Afriky, Karibiku a Tichomoří. Ty jsou již zaměřené na specifické potřeby těchto regionů.
Nová dohoda byla členy obou organizací podepsána 15. listopadu 2023 na Samoi. Dohoda bude sloužit jako právní rámec vztahů obou organizací do roku 2044. Prozatímně začala platit od 1. ledna 2024.

## Předchozí dohody
Samojská dohoda nahrazuje Dohodu z Cotonou z roku 2000.  Její platnost měla původně skončit v roce 2020. Byla ale prodloužena do doby, než vstoupí v platnost nová dohoda. Dohoda z Cotonou měla za cíl snížit a zcela vymýtit chudobu. Dále potom přispět k začleňování zemí AKT do světové ekonomiky. Byla zaměřena na rozvoji spolupráce, hospodářskou a obchodní spolupráci a politickém rozměru.
Dohoda z Cotonou nahradila Úmluvu z Lomé podepsanou z roce 1975 v hlavním městě státu Togo Lomé. Úmluva byla uzavřena na období 20 let, tedy do roku 1995. Úmluva z Lomé (tehdy jako Lomé I) začala platit 1. dubna 1976. Úmluva byla několikrát aktualizována - jako Lomé II (1979), Lomé III (1984) a poslední aktualizací byla Lomé IV z roku 1989.